# Philacra auriculata
Philacra auriculata är en tvåhjärtbladig växtart som beskrevs av John Duncan Dwyer. Philacra auriculata ingår i släktet Philacra och familjen Ochnaceae. Inga underarter finns listade i Catalogue of Life.